# فهرست پرفروش‌ترین فیلم‌ها در ایالات متحده بر پایه سال

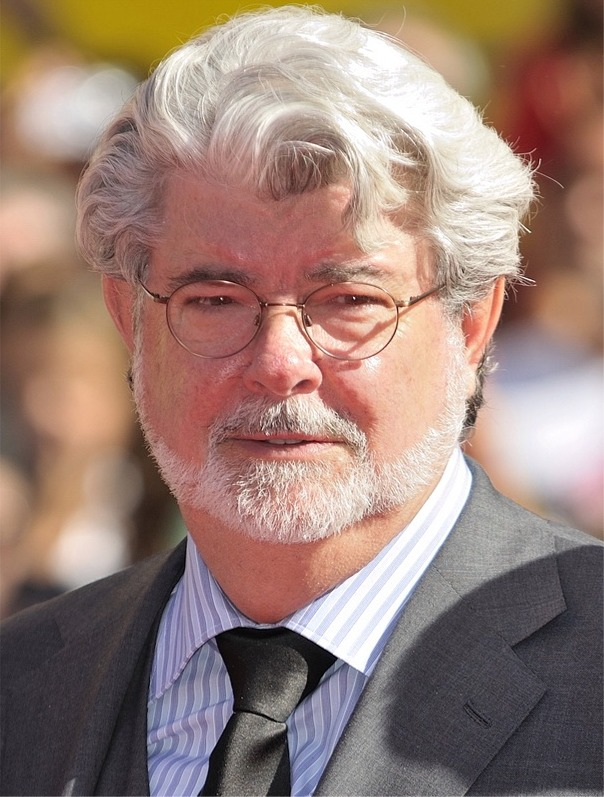
جورج لوکاس، کارگردان ۵ فیلم پرفروش سالانه در ایالات متحده

این فهرستی از پرفروش‌ترین فیلم‌ها بر پایه سال است که بر اساس درآمدشان در گیشه ایالات متحده ترتیب داده شده‌اند. فیلم‌ها بر اساس تاریخ انتشار، به جای درآمد ناخالصی که در طول یک سال تقویمی جمع‌آوری کرده‌اند، فهرست شده‌اند.

## بر پایه سال انتشار
فهرست سالانه به شرح زیر است:
| سال  | فیلم                                   | فروش         | منبع   |
| ---- | -------------------------------------- | ------------ | ------ |
| ۱۹۷۷ | جنگ ستارگان                            | $۲۲۱٬۲۸۰٬۹۹۴ | [ ۲ ]  |
| ۱۹۷۸ | گریس                                   | $۱۵۹٬۹۷۸٬۸۷۰ | [ ۳ ]  |
| ۱۹۷۹ | کریمر علیه کریمر                       | $۱۰۶٬۲۶۰٬۰۰۰ | [ ۴ ]  |
| ۱۹۸۰ | امپراتوری ضربه می‌زند                   | $۱۸۱٬۳۷۹٬۶۴۰ | [ ۲ ]  |
| ۱۹۸۱ | مهاجمان صندوق گمشده                    | $۲۱۲٬۲۲۲٬۰۲۵ | [ ۵ ]  |
| ۱۹۸۲ | ئی.تی. موجود فرازمینی                  | $۳۵۹٬۱۹۷٬۰۳۷ | [ ۶ ]  |
| ۱۹۸۳ | بازگشت جدای                            | $۲۵۲٬۵۸۳٬۶۱۷ | [ ۷ ]  |
| ۱۹۸۴ | پلیس بورلی هیلز                        | $۲۳۴٬۷۶۰٬۴۷۸ | [ ۸ ]  |
| ۱۹۸۵ | بازگشت به آینده                        | $۲۱۰٬۶۰۹٬۷۶۲ | [ ۹ ]  |
| ۱۹۸۶ | تاپ گان                                | $۱۷۶٬۷۸۱٬۷۲۸ | [ ۱۰ ] |
| ۱۹۸۷ | سه مرد و یک نوزاد                      | $۱۶۷٬۷۸۰٬۹۶۰ | [ ۱۱ ] |
| ۱۹۸۸ | مرد بارانی                             | $۱۷۲٬۸۲۵٬۴۳۵ | [ ۱۲ ] |
| ۱۹۸۹ | بتمن                                   | $۲۵۱٬۱۸۸٬۹۲۴ | [ ۱۳ ] |
| ۱۹۹۰ | تنها در خانه                           | $۲۸۵٬۷۶۱٬۲۴۳ | [ ۱۴ ] |
| ۱۹۹۱ | نابودگر ۲: روز داوری                   | $۲۰۴٬۸۴۳٬۳۴۵ | [ ۱۵ ] |
| ۱۹۹۲ | علاءالدین                              | $۲۱۷٬۳۵۰٬۲۱۹ | [ ۱۶ ] |
| ۱۹۹۳ | پارک ژوراسیک                           | $۳۵۷٬۰۶۷٬۹۴۷ | [ ۱۷ ] |
| ۱۹۹۴ | فارست گامپ                             | $۳۲۹٬۶۹۴٬۴۹۹ | [ ۱۸ ] |
| ۱۹۹۵ | داستان اسباب‌بازی                       | $۱۹۱٬۷۹۶٬۲۳۳ | [ ۱۹ ] |
| ۱۹۹۶ | روز استقلال                            | $۳۰۶٬۱۶۹٬۲۶۸ | [ ۲۰ ] |
| ۱۹۹۷ | تایتانیک                               | $۶۰۰٬۷۸۸٬۱۸۸ | [ ۲۱ ] |
| ۱۹۹۸ | نجات سرباز رایان                       | $۲۱۶٬۵۴۰٬۹۰۹ | [ ۲۲ ] |
| ۱۹۹۹ | جنگ ستارگان: قسمت اول – تهدید شبح      | $۴۳۱٬۰۸۸٬۲۹۵ | [ ۲۳ ] |
| ۲۰۰۰ | چگونه گرینچ کریسمس را دزدید            | $۲۶۰٬۰۴۴٬۸۲۵ | [ ۲۴ ] |
| ۲۰۰۱ | هری پاتر و سنگ جادو                    | $۳۱۷٬۵۷۵٬۵۵۰ | [ ۲۵ ] |
| ۲۰۰۲ | مرد عنکبوتی                            | $۴۰۳٬۷۰۶٬۳۷۵ | [ ۲۶ ] |
| ۲۰۰۳ | ارباب حلقه‌ها: بازگشت پادشاه            | $۳۷۷٬۰۲۷٬۳۲۵ | [ ۲۷ ] |
| ۲۰۰۴ | شرک ۲                                  | $۴۴۱٬۲۲۶٬۲۴۷ | [ ۲۸ ] |
| ۲۰۰۵ | جنگ ستارگان: قسمت سوم – انتقام سیت     | $۳۸۰٬۲۷۰٬۵۷۷ | [ ۲۹ ] |
| ۲۰۰۶ | دزدان دریایی کارائیب: صندوقچه مرد مرده | $۴۲۳٬۳۱۵٬۸۱۲ | [ ۳۰ ] |
| ۲۰۰۷ | مرد عنکبوتی ۳                          | $۳۳۶٬۵۳۰٬۳۰۳ | [ ۳۱ ] |
| ۲۰۰۸ | شوالیه تاریکی                          | $۵۳۳٬۳۴۵٬۳۵۸ | [ ۳۲ ] |
| ۲۰۰۹ | آواتار                                 | $۷۴۹٬۷۶۶٬۱۳۹ | [ ۳۳ ] |
| ۲۰۱۰ | داستان اسباب‌بازی ۳                     | $۴۱۵٬۰۰۴٬۸۸۰ | [ ۳۴ ] |
| ۲۰۱۱ | هری پاتر و یادگاران مرگ – قسمت دوم     | $۳۸۱٬۰۱۱٬۲۱۹ | [ ۳۵ ] |
| ۲۰۱۲ | انتقام‌جویان                            | $۶۲۳٬۳۵۷٬۹۱۰ | [ ۳۶ ] |
| ۲۰۱۳ | بازی‌های گرسنگی: اشتعال                 | $۴۲۴٬۶۶۸٬۰۴۷ | [ ۳۷ ] |
| ۲۰۱۴ | تک‌تیرانداز آمریکایی                    | $۳۵۰٬۱۲۶٬۳۷۲ | [ ۳۸ ] |
| ۲۰۱۵ | جنگ ستارگان: نیرو برمی‌خیزد             | $۹۳۶٬۶۶۲٬۲۲۵ | [ ۳۹ ] |
| ۲۰۱۶ | روگ وان                                | $۵۳۲٬۱۷۷٬۳۲۴ | [ ۴۰ ] |
| ۲۰۱۷ | جنگ ستارگان: آخرین جدای                | $۶۲۰٬۱۸۱٬۳۸۲ | [ ۴۱ ] |
| ۲۰۱۸ | پلنگ سیاه                              | $۷۰۰٬۰۵۹٬۵۶۶ | [ ۴۲ ] |
| ۲۰۱۹ | انتقام‌جویان: پایان بازی                | $۸۵۸٬۳۷۳٬۰۰۰ | [ ۴۳ ] |
| ۲۰۲۰ | پسران بد تا ابد                        | $۲۰۶٬۳۰۵٬۲۴۴ | [ ۴۴ ] |
| ۲۰۲۱ | مرد عنکبوتی: راهی به خانه نیست         | $۸۰۴٬۶۱۷٬۷۷۲ | [ ۴۵ ] |
| ۲۰۲۲ | تاپ گان: ماوریک                        | $۷۱۴٬۹۸۲٬۸۷۷ | [ ۴۶ ] |